# Trichoniscus epomeanus
Trichoniscus epomeanus là một loài chân đều trong họ Trichoniscidae. Loài này được Verhoeff miêu tả khoa học năm 1941.